# Angela Gehann-Dernbach

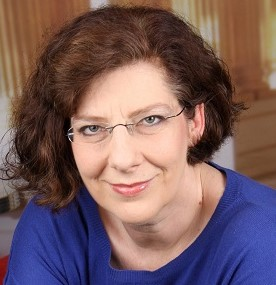
Angela Gehann-Dernbach, 2016

Angela Gehann-Dernbach (* 21. Februar 1958 in Bukarest, Rumänien) ist eine deutsche Dirigentin, Organistin, Sängerin (Sopran) und Musikverlegerin. 

## Leben
Angela Gehann, Tochter des Komponisten, Organisten, Dirigenten und Musikverlegers Horst Gehann, studierte zunächst Kirchenmusik (A-Prüfung) an der Musikhochschule Frankfurt bei Edgar Krapp (Orgel) und Wolfgang Schäfer (Dirigieren). Anschließend erwarb sie die Künstlerische Reifeprüfung im Dirigieren bei Helmuth Rilling. 1984 bis 1993 war sie Dozentin für Kirchenmusik am Theologischen Seminar Marienhöhe in Darmstadt, seither ist sie freischaffend.
Sie ist ständige Gastdirigentin verschiedener Staatsphilharmonien in Rumänien, unterrichtete mehrere Jahre lang als Gastprofessorin für Chorleitung an der Musikhochschule Minsk und als Dozentin an der Chorakademie Siena und führte von 1995 bis 1999 als Künstlerische Leiterin den Internationalen Chorwettbewerb Marienhöhe, Darmstadt durch. Außerdem ist sie Vorsitzende der Internationalen Gesellschaft für Deutsche Romantik.
Mit ihren Chören gewann Angela Gehann-Dernbach Preise bei Internationalen Chorwettbewerben und nahm an internationalen Festivals teil. Tourneen führten sie in zwölf europäische Länder und in die USA. Sie leitet unter anderem den Kammerchor Marienhöhe Darmstadt, das Vocalensemble Cantabile Darmstadt, seit Ende 2006 auch den Bach-Chor Darmstadt, das Kammerorchester Pro Musica und die von ihr gegründete Darmstädter Kammerphilharmonie. Seit 2007 leitet sie den Gehann Musik Verlag. Des Weiteren leitet sie mit zwei Kollegen Orchesterprojekte für Jugendliche. 
Zusammen mit ihrer Tochter, der Geigerin Ariane Dernbach, geboren 2000, gab sie Recitals für Violine und Klavier in Deutschland, Frankreich, Österreich, in der Schweiz und in den USA.